# PMMC G5
De PMMC G5 (Protected Mission Module Carrier (nl: Beschermde Missie Module Drager) ) is een familie van lichte rupsvoertuigen ontworpen en geproduceerd door Flensburger Fahrzeugbau GmbH (FFG) uit Duitsland. Hoewel de PMMC G5 qua uiterlijk en ontwerp lijkt op de Amerikaanse M113, en FGG ook gemoderniseerde versies van de M113 produceert, is de PMMC G5 een geheel nieuw ontwerp.
De standaardversies van het voertuig zijn niet-amfibisch.
De eerste gebruiker was de Noorse krijgsmacht, die in 2022 de ACSV G5 variant van het voertuig bestelde.

## Overzicht

### Achtergrond
FFG ontwikkelde de PMMC G5 vanaf 2012 als alternatief voor gemoderniseerde varianten van de M113, en om te concurreren met moderne rups- en wielvoertuigen zals de Boxer MRAV en de CV90. De PMMC G5 bestaat uit een basisvoertuig, dat door verschillende ‘missie-modules’ eenvoudig kan worden geconfigureerd tot de variant die het beste past bij de missievereisten, bv. een gepantserd personeelsvoertuig (APC), infanteriegevechtsvoertuig (IFV), commando- en controlevoertuig,enz.

### Ontwerpdoelstellingen
Het voertuig is ontworpen met de volgende eisen:
- 360-graden situatiebewustzijn
- Lucht-, spoor-, weg- en zeetransporteerbaar
- Beste off-road prestaties in modder, zand en sneeuw in zijn klasse
- Verbeterd comfort voor bemanning en passagiers
- Hoogwaardige geïntegreerde landmijn en IED bescherming met aanvullende beschermingspakketten
- Verbeterde betrouwbaarheid door gebruik van bestaande componenten
- Geïntegreerde communicatie- en battlefield management systemen
- Maximale bescherming voor bemanning en passagiers
- Lagere onderhoudskosten door gebruik van gemeenschappelijke componenten in varianten en andere voertuigen
- Lagere eenheidskosten door gebruik van ‘van de plank’ (COTS/MOTS) technologieën.[8]
- Verminderde totale levenscycluskosten
- Eenvoudig te verwisselen powerpack uit één stuk

### Bedrijfsomgeving
Het voertuig is ontworpen voor gebruik bij omgevingstemperaturen tussen -40°C en +49°C.
Het voertuig is niet amfibisch, maar kan waterwegen doorwaden tot een diepte van 1,2 m.

## Ontwerp
Het oorspronkelijke ontwerp was gebaseerd op een gemeenschappelijke romp met verschillende missiemodules voorzien van verschillende interieurs en externe apparatuur en wapenbevestigingen. Later werd een versie ontwikkeld met een verlaagd achterdeel van de romp, met een vlakke laadvloer om meer varianten mogelijk te maken.

### Romp
De G5 is groter en zwaarder dan de M113, met een brutogewicht van 26,5 ton (M113A1: 11 ton). De maximale laadcapaciteit is 8,5 ton (M113A1: 2,6 ton).
Het ontwerp van de PMMC G5 is ongebruikelijk omdat er geen luik voor de bestuurder is, de bestuurder beschikt in plaats daarvan over gepantserde ruiten (de ACSV variant heeft geen ruiten: de chauffeur van de ACSV heeft een rond dakluik met vier zichtblokken).
De romp is gemaakt van gelast aluminium.
De bescherming voor de bemanning wordt gemaximaliseerd door een explosiebestendig rompontwerp dat bescherming biedt tegen landmijnen en IED's, en een ontkoppelde vloer om de schok van een explosie naar het interieur te minimaliseren. ballistische bescherming tegen projectielen, fragmenten en splinters, wordt geboden door modulaire (applique) bepantsering die eenvoudig kan worden uitgebreid. Net als de M113 en de YPR heeft de standaardversie van de PMMC G5 een neerlaatbare klep met daarin een klein deurtje aan de achterzijde.
Net als bij de M113 bevindt de motor zicht rechtsvoor in de romp, en zit de chauffeur daarnaast aan de linkerkant.

### Interieur
De binnenruimte van het voertuig meet 14,5 m³, wat meer is dan dat van een M113 (10,1 - 12,5 m³ (transportruimte)).
De bemanning en passagiers beschikken over individuele, explosiebestendige blast-resistant, ergonomisch ontworpen stoelen. De stoelen achterin zijn opklapbaar en voorzien van voetsteunen voor betere ergonomie, zodat de passagiers bij lange ritten minder vermoeid raken. De bestuurder beschikt over een voorruit en 4 kleinere zijruiten van gepantserd glas. De ruiten zijn aan de buitenkant voorzien van metalen louvres. De bestuurder beschikt ook over dag-/nachtzichtcamera's (de ACSV variant beschikt niet over ruiten: de chauffeur van de ACSV heeft een rond dakluik en beschikt over vier zichtblokken en dag-/nachtzichtcamera's). Het voertuig wordt bestuurd met een yokestuur, en niet zoals bij oudere M113 modellen met remhendels.
Het interieur kan aangepast worden aan de verschillende uitvoeringen/taken.
De voertuigcommandant beschikt, net zoals bij de M113, over een rond dakluik in een draaibare ring met 7 zichtblokken. Deze bevindt zich aan de rechterkant van het voertuig (in tegenstelling tot de M113, waar het in het midden zit).

### Aandrijflijn en loopwerk
De motor is een MTU 6V199 TE21 turbodiesel die is gebaseerd op de Mercedes-Benz OM 501 en is voorzien van inlaatluchtkoeling om het vermogen en de betrouwbaarheid te vergroten. Het vermogen bedraagt maximaal 580 pk (460 kW) en het koppel 2200 Nm. Het geheel wordt aangestuurd door een elektronisch motormanagementsysteem.
De ZF LSG 1000 HD automatische transmissie met zes versnellingen vooruit en twee versnellingen achteruit werkt via een hydrodynamische koppelomvormer en is voorzien van een hydrostatisch stuursysteem waardoor het voertuig kan wenden op de plaats.
Het voertuig is voorzien van twee versterkte composiet rubberen rupsbanden (CRT) Een composiet rubberen rupsband (CRT (composite rubber tracks)) is gemaakt van versterkt rubber (rubber waaraan verschillende materialen zijn toegevoegd, waaronder koolstofnanobuizen (en: carbon nanotubes) (CNT), die zorgen voor sterkte en stijfheid) en in de lengte (longitudinaal) en breedte (lateraal) versterkt met stalen kabels. Ze worden kant-en-klaar geleverd, als één grote doorlopende band uit één stuk. Een gebroken rupsband kan tijdelijk worden gerepareerd, waardoor er met beperkte snelheid nog een stuk mee gereden kan worden. van de Canadese fabrikant Soucy in Drummondville, QC. Elke rupsband wordt aangedreven via een aandrijfwiel aan de voorzijde. CRT rupsbanden zijn lichter, stiller en veroorzaken minder trillingen en rolweerstand dan conventionele metalen rupsbanden en ook minderschade aan het wegdek. Het loopwerk heeft aan beide kanten zes loopwielen met torsiestaafvering en hydraulische schokdempers, één toproller, een aandrijfwiel aan de voorzijde en een spanwiel aan de achterzijde. Het voertuig heeft een maximumsnelheid op de weg van 74 km/u en een actieradius van maximaal 1000 km.

### Systemen
Het voertuig is voorzien van vectronics, geïntegreerde modulaire communicatie- en gevechtsinformatiesystemen, met:
- elektronische displays
- geïntegreerde en uitbreidbare Communicatiesuites
- geïntegreerde en uitbreidbare battlefield management suites
- interfaces voor wapenstations
- interfaces voor stroomvoorzieningen voor passagiers

Er is gekozen voor een modulaire aanpak waarbij waar mogelijk gebruik gemaakt wordt van ‘van de plank’ (COTS/MOTS) technologieën en open-systeemstandaarden, om zo eenvoudigere upgrades mogelijk te maken en kosten te beperken.

### Wapens
Hoewel het basismodel ongewapend is, zullen de meeste varianten een remote wapenstation (RWS) hebben dat is uitgerust met een machinegeweer, bv. een MG3, FN MAG of M2, hoewel ook andere wapens mogelijk zijn. In tegenstelling tot veel voertuigen waarmee de PMMC concurreert, is er momenteel geen versie met een bemande toren beschikbaar.

## Ontwikkeling
Een prototype van de PMMC werd voor het eerst getoond in 2014op de Eurosatory International Defence Show in Parijs. Het voertuig werd uitgebreid getest onder verschillende weersomstandigheden. Er waren zomertests in zanderige omgeving in Abu Dhabi en wintertests in de sneeuw in Noorwegen. In 2018 startte de productie op beperkte schaal, en begin 2021 werd de productie opgeschaald. 

## Varianten
- PMMC G5 APC Pantserinfanterievoertuig - basisvariant uitgerust met een remote weapon station (RWS) uitgerust met een machinegeweer, bv. een MG3, FN MAG of M2. Het dak heeft een groot dubbel luik boven het achterste troepencompartiment of optionele individuele troepenluiken. Kan 10 tot 12 manschappen vervoeren.[2]
- PMMC G5 IFV Infanteriegevechtsvoertuig - vergelijkbaar met de APC-variant, maar met een Krauss-Maffei Wegmann FLW200+ RWS uitgerust met een Rheinmetall Rh-202 20mm autocannon, extra applique-pantser,[noot 3] en een rookgranaatlanceerinstallatie. Kan 8 tot 10 manschappen vervoeren.[2]
- PMMC G5 Battlefield Ambulance Gewondentransportvoertuig - Onbewapende versie met een gestript interieur, waardoor er ruimte is voor twee brancards of één brancard en zitplaatsen voor drie patiënten of medisch personeel. Er is opslagruimte voor medische apparatuur. [2]
- PMMC G5 CCV Commandovoeringsvoertuig - Deze variant is uitgerust met een Dynamit Nobel Defence (DND) Dual FeWaS RWS, uitgerust met een Rheinmetall RMG 12,7 mm HMG en DND's ASL-90 dubbele lanceerinrichting voor zijn RGW 90-HH en RGW 90-AS raketten. Het is ook uitgerust met een Comrod Communication 5m lange hefmast die kan worden uitgerust met verschillende sensorpakketten.[20]
- PMMC G5 ACSV Ondersteuningsvoertuig - variant met verlaagd achterste gedeelte van de romp, met een vlakke laadvloer met een laadvermogen van 8,5 ton. Hierop kan bijvoorbeeld een ISO 668 10-voet vrachtcontainer (L: 2,99 m, B: 2,44 m[21]) vervoerd worden. Op de laadvloer kan ook een missiemodule geplaatst worden, bijvoorbeeld met een radarsysteem, bergingsmodule, luchtverdedigingssysteem (bv NOMADS of Skyranger 30). De ACSV variant is de eerste versie van PMMC dat in productie werd genomen, en tot 2022 de enige.[2][18]
- Potentiële versies - FFG dacht verder aan de volgende varianten:[2],
  - Luchtverdediging
  - Genievoertuig
  - Explosievenopruiming
  - Joint Fire Support Team (Tactical AirControl Party/VoorWaartse WaaRNemer)
  - Mortierdrager
  - Verkennings- en bewakingsvoertuig
  - Bergings- en BDR

Maar een aantal daarvan zijn inmiddels als missiemodule voor de ACVS ontwikkeld, zodat daarvoor waarschijnlijk geen aparte variant van de PMMC G5 ontwikkeld wordt.

## Gebruikers

### Noorwegen
In mei 2018 kondigde de Noorse defensie materieel organisatie Forsvarsmateriell aan dat ze 50 exemplaren van de ACSV variant van de PMMC G5 bestelden, en mogelijk later nog eens 75 tot 150. De eerste exemplaren zouden in de zomer van 2022 operationeel moeten zijn. De meeste zullen worden gebruikt als  transportvoertuig en vervangen de NM199 TRPV, de Noorse versie van het ongepantserde M548 rupstransportvoertuig. Daarnaast bestelde men:
- 6x ACSV G5 LVPV NOMADS SHORAD luchtverdedigingssydteem. Besteld in 2019, de eerste 4 geleverd in 2024.[24][32]
- 8x ACSV G5 LOKPV, mobiel C-RAM radarsysteem met Ground Master 200 MM/C-radar, te leveren in 2025.[33] (5 besteld in mei 2021 in samenwerking met Nederland, met een optie voor nog eens 3[34][35] die besteld werden in november 2022.[36])
- 7x ACSV G5 BPV (+ optie voor nog 2), gepantserd bergingsvoertuig met MITE bergingsmodule van het Amerikaanse bedrijf Miller Industries Towing Equipment. Besteld in juni 2023, te leveren in 2027.[37] Deze voertuigen zijn ontworpen om voertuigen te bergen met een gewicht tussen de 5 en 25 ton, zoals de Iveco LMV, de Dingo 2 en de M113. De bergingsmodule wordt uitgerust met een kraan en 2 steunpoten om het voertuig te stabiliseren.[38]

### Nederland
In juni 2023 maakte het Nederlandse Ministerie van Defensie  de geplande aanschaf bekend van het Noorse M-GBAD luchtverdedigingssysteem op de ACSV variant van het PMMC G5 pantserrupsvoertuig. De systemen zouden in 2028 operationeel moeten zijn. Ze zijn bestemd om de Fennek SWP met Stingerraketten te vervangen. In oktober 2024 werd bekend dat Nederland 18 NOMADS-lanceervoertuigen en 5 commandovoertuigen, alle op het ACSV G5 voertuig zal aanschaffen.
Eind januari 2025 werd bekend dat de Nederlandse Krijgsmacht 22 Skyranger 30 mobiele luchtverdedigingssystemen aanschaft. De Skyranger 30 systemen worden gemonteerd op de ACSV G5. De eerste leveringen zijn gepland voor 2028.
Hiermee komt het totaal aantal ACSV G5’s van de Nederlandse Krijgsmacht op 45:
- 18x ACSV G5 NOMADS, SHORAD luchtverdedigingssysteem.
- 5x ACSV G5 CCV, commandovoertuig.
- 22x ACSV G5 Skyranger 30, SHORAD luchtverdedigingssysteem.

Alle zullen worden ingedeeld bij het Defensie Grondgebonden Luchtverdedigingscommando (DGLC).

## Afbeeldingen

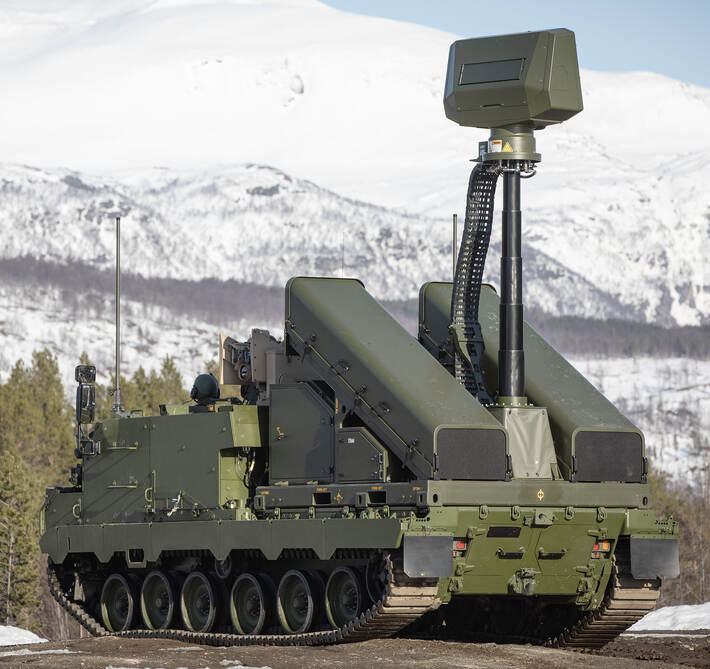
ACSV G5 met NOMADS
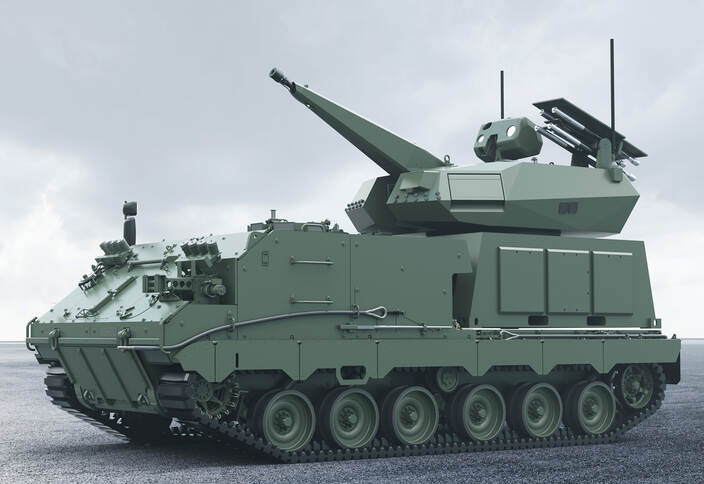
ACSV G5 met Skyranger 30